# Campeonato Mundial de Ajedrez 1978
El Campeonato Mundial de Ajedrez 1978 fue un encuentro entre el campeón Anatoli Kárpov, de la URSS, y su retador Víktor Korchnói (compatriota, pero en ese momento sin estado). El match se jugó en Baguio, Filipinas. La primera partida empezó el 18 de julio y la última el 18 de octubre, con victoria de Kárpov. Kárpov ganó el match 6–5, manteniendo su título.

## Torneo de Candidatos
En este tiempo, los jugadores clasificados consistían en el perdedor del Campeonato Mundial anterior, y el perdedor de la final del Torneo de Candidatos pasado. Uno de ellos era Víktor Korchnói, el perdedor del Torneo de Candidatos pasado; el otro, Bobby Fischer, como perdedor del Campeonato Mundial 1975, rehusó jugar. En su ausencia, el otro cupo fue para uno de los perdedores de las semifinales, Tigrán Petrosián y Borís Spasski. Ya que Petrosián clasificó por cuenta propia a través del Interzonal, la plaza fue para Spasski.
|  | Cuartos de final             | Cuartos de final        |                  |                              | Semifinales            | Semifinales            |  |                              | Final                         | Final                         |  |
|  | Febrero a marzo de 1977      | Febrero a marzo de 1977 |                  |                              | Julio a agosto de 1977 | Julio a agosto de 1977 |  |                              | Noviembre a diciembre de 1977 | Noviembre a diciembre de 1977 |  |
|  |                              |                         |                  |                              |                        |                        |  |                              |                               |                               |  |
|  |                              |                         |                  |                              |                        |                        |  |                              |                               |                               |  |
|  | (sin estado) Víktor Korchnói | 6½                      |                  |                              |                        |                        |  |                              |                               |                               |  |
|  | (sin estado) Víktor Korchnói | 6½                      |                  |                              |                        |                        |  |                              |                               |                               |  |
|  | Tigran Petrosian             | 5½                      |                  |                              |                        |                        |  |                              |                               |                               |  |
|  | Tigran Petrosian             | 5½                      |                  | (sin estado) Víktor Korchnói | 8½                     |                        |  |                              |                               |                               |  |
|  |                              |                         |                  | (sin estado) Víktor Korchnói | 8½                     |                        |  |                              |                               |                               |  |
|  |                              |                         | Lev Polugayevski | 4½                           |                        |                        |  |                              |                               |                               |  |
|  | Lev Polugayevski             | 6½                      | Lev Polugayevski | 4½                           |                        |                        |  |                              |                               |                               |  |
|  | Lev Polugayevski             | 6½                      |                  |                              |                        |                        |  |                              |                               |                               |  |
|  | Henrique Mecking             | 5½                      |                  |                              |                        |                        |  |                              |                               |                               |  |
|  | Henrique Mecking             | 5½                      |                  |                              |                        |                        |  | (sin estado) Víktor Korchnói | 10½                           |                               |  |
|  |                              |                         |                  |                              |                        |                        |  | (sin estado) Víktor Korchnói | 10½                           |                               |  |
|  |                              |                         | Boris Spassky    | 7½                           |                        |                        |  |                              |                               |                               |  |
|  | Borís Spasski                | 8½                      | Boris Spassky    | 7½                           |                        |                        |  |                              |                               |                               |  |
|  | Borís Spasski                | 8½                      |                  |                              |                        |                        |  |                              |                               |                               |  |
|  | Vlastimil Hort               | 7½                      |                  |                              |                        |                        |  |                              |                               |                               |  |
|  | Vlastimil Hort               | 7½                      |                  | Borís Spasski                | 8½                     |                        |  |                              |                               |                               |  |
|  |                              |                         |                  | Borís Spasski                | 8½                     |                        |  |                              |                               |                               |  |
|  |                              |                         | Lajos Portisch   | 6½                           |                        |                        |  |                              |                               |                               |  |
|  | Bent Larsen                  | 3½                      | Lajos Portisch   | 6½                           |                        |                        |  |                              |                               |                               |  |
|  | Bent Larsen                  | 3½                      |                  |                              |                        |                        |  |                              |                               |                               |  |
|  | Lajos Portisch               | 6½                      |                  |                              |                        |                        |  |                              |                               |                               |  |
|  | Lajos Portisch               | 6½                      |                  |                              |                        |                        |  |                              |                               |                               |  |
|  |                              |                         |                  |                              |                        |                        |  |                              |                               |                               |  |

### Cuartos de final
Los matches de cuartos de final se jugaron al mejor de 12 partidas, es decir, el que obtiene primero 6½ o más avanza a la siguiente ronda, eliminando al otro. En caso de un empate 6 a 6 se jugarán minimatches de a 2 partidas hasta que haya un ganador en un minimatch y éste concluya.
| Jugador                      | 1 | 2 | 3 | 4 | 5 | 6 | 7 | 8 | 9 | 10 | 11 | 12 | Total |
| ---------------------------- | - | - | - | - | - | - | - | - | - | -- | -- | -- | ----- |
| (sin estado) Víktor Korchnói | ½ | ½ | ½ | ½ | 1 | 0 | ½ | 1 | ½ | ½  | ½  | ½  | 6½    |
| Tigrán Petrosián             | ½ | ½ | ½ | ½ | 0 | 1 | ½ | 0 | ½ | ½  | ½  | ½  | 5½    |

| Jugador          | 1 | 2 | 3 | 4 | 5 | 6 | 7 | 8 | 9 | 10 | 11 | 12 | Total |
| ---------------- | - | - | - | - | - | - | - | - | - | -- | -- | -- | ----- |
| Lev Polugayevski | ½ | 1 | ½ | ½ | ½ | ½ | ½ | ½ | ½ | ½  | ½  | ½  | 6½    |
| Henrique Mecking | ½ | 0 | ½ | ½ | ½ | ½ | ½ | ½ | ½ | ½  | ½  | ½  | 5½    |

| Jugador        | 1 | 2 | 3 | 4 | 5 | 6 | 7 | 8 | 9 | 10 | 11 | 12 |  | 1 | 2 |  | 1 | 2 | Total |
| -------------- | - | - | - | - | - | - | - | - | - | -- | -- | -- |  | - | - |  | - | - | ----- |
| Borís Spasski  | ½ | ½ | 1 | ½ | ½ | ½ | ½ | ½ | ½ | 0  | ½  | ½  |  | ½ | ½ |  | 1 | ½ | 8½ 1  |
| Vlastimil Hort | ½ | ½ | 0 | ½ | ½ | ½ | ½ | ½ | ½ | 1  | ½  | ½  |  | ½ | ½ |  | 0 | ½ | 7½    |

| Jugador        | 1 | 2 | 3 | 4 | 5 | 6 | 7 | 8 | 9 | 10 | Total |
| -------------- | - | - | - | - | - | - | - | - | - | -- | ----- |
| Bent Larsen    | 0 | ½ | 1 | 0 | ½ | 0 | 1 | 0 | ½ | 0  | 3½    |
| Lajos Portisch | 1 | ½ | 0 | 1 | ½ | 1 | 0 | 1 | ½ | 1  | 6½    |

### Semifinales
Los matches de semifinales se jugaron al mejor de 16 partidas, es decir, el que obtiene primero 8½ o más avanza a la siguiente ronda, eliminando al otro.
| Jugador                      | 1 | 2 | 3 | 4 | 5 | 6 | 7 | 8 | 9 | 10 | 11 | 12 | 13 | Total |
| ---------------------------- | - | - | - | - | - | - | - | - | - | -- | -- | -- | -- | ----- |
| (sin estado) Víktor Korchnói | 1 | 1 | 1 | ½ | ½ | 1 | 1 | 0 | ½ | ½  | ½  | ½  | ½  | 8½    |
| Lev Polugayevski             | 0 | 0 | 0 | ½ | ½ | 0 | 0 | 1 | ½ | ½  | ½  | ½  | ½  | 4½    |

| Jugador        | 1 | 2 | 3 | 4 | 5 | 6 | 7 | 8 | 9 | 10 | 11 | 12 | 13 | 14 | 15 | Total |
| -------------- | - | - | - | - | - | - | - | - | - | -- | -- | -- | -- | -- | -- | ----- |
| Borís Spasski  | ½ | ½ | 0 | ½ | 1 | ½ | ½ | 0 | 1 | ½  | ½  | ½  | 1  | 1  | ½  | 8½    |
| Lajos Portisch | ½ | ½ | 1 | ½ | 0 | ½ | ½ | 1 | 0 | ½  | ½  | ½  | 0  | 0  | ½  | 6½    |

### Final
El match de la final del Torneo de Candidatos se jugó al mejor de 20 partidas, es decir, el que obtiene primero 10½ o más obtiene el derecho de jugar contra Anatoli Kárpov por el Campeonato Mundial.
| Jugador                      | 1 | 2 | 3 | 4 | 5 | 6 | 7 | 8 | 9 | 10 | 11 | 12 | 13 | 14 | 15 | 16 | 17 | 18 | Total |
| ---------------------------- | - | - | - | - | - | - | - | - | - | -- | -- | -- | -- | -- | -- | -- | -- | -- | ----- |
| (sin estado) Víktor Korchnói | ½ | 1 | 1 | ½ | ½ | ½ | 1 | 1 | ½ | 1  | 0  | 0  | 0  | 0  | ½  | ½  | 1  | 1  | 10½   |
| Borís Spasski                | ½ | 0 | 0 | ½ | ½ | ½ | 0 | 0 | ½ | 0  | 1  | 1  | 1  | 1  | ½  | ½  | 0  | 0  | 8½    |

## Match
El match siguió las reglas sugeridas por Bobby Fischer, y que se hubiesen llevado a cabo en 
1975. El match sería a partidas ilimitadas, sólo acabando cuando un jugador llegue a 6 victorias. Las victorias cuentan como 1 punto, los empates ½ y las derrotas 0.
| Jugador                      | 1 | 2 | 3 | 4 | 5 | 6 | 7 | 8 | 9 | 10 | 11 | 12 | 13 | 14 | 15 | 16 | 17 | 18 | 19 | 20 | 21 | 22 | 23 | 24 | 25 | 26 | 27 | 28 | 29 | 30 | 31 | 32 | Total (Vic) |
| ---------------------------- | - | - | - | - | - | - | - | - | - | -- | -- | -- | -- | -- | -- | -- | -- | -- | -- | -- | -- | -- | -- | -- | -- | -- | -- | -- | -- | -- | -- | -- | ----------- |
| Anatoli Kárpov               | ½ | ½ | ½ | ½ | ½ | ½ | ½ | 1 | ½ | ½  | 0  | ½  | 1  | 1  | ½  | ½  | 1  | ½  | ½  | ½  | 0  | ½  | ½  | ½  | ½  | ½  | 1  | 0  | 0  | ½  | 0  | 1  | 16½ (6)     |
| (sin estado) Víktor Korchnói | ½ | ½ | ½ | ½ | ½ | ½ | ½ | 0 | ½ | ½  | 1  | ½  | 0  | 0  | ½  | ½  | 0  | ½  | ½  | ½  | 1  | ½  | ½  | ½  | ½  | ½  | 0  | 1  | 1  | ½  | 1  | 0  | 15½ (5)     |